# Мариње Земље
Мариње Земље су насељено место у саставу града Виса, на острву Вису, Сплитско-далматинска жупанија, Република Хрватска.

## Историја
До територијалне реорганизације у Хрватској налазиле су се у саставу старе општине Вис.

## Становништво
На попису становништва 2011. године, Мариње Земље су имале 63 становника.
| Број становника по пописима | Број становника по пописима | Број становника по пописима | Број становника по пописима | Број становника по пописима | Број становника по пописима | Број становника по пописима | Број становника по пописима | Број становника по пописима | Број становника по пописима | Број становника по пописима | Број становника по пописима | Број становника по пописима | Број становника по пописима | Број становника по пописима | Број становника по пописима |
| --------------------------- | --------------------------- | --------------------------- | --------------------------- | --------------------------- | --------------------------- | --------------------------- | --------------------------- | --------------------------- | --------------------------- | --------------------------- | --------------------------- | --------------------------- | --------------------------- | --------------------------- | --------------------------- |
| 1857                        | 1869                        | 1880                        | 1890                        | 1900                        | 1910                        | 1921                        | 1931                        | 1948                        | 1953                        | 1961                        | 1971                        | 1981                        | 1991                        | 2001                        | 2011                        |
| 0                           | 0                           | 193                         | 238                         | 278                         | 307                         | 160                         | 320                         | 246                         | 259                         | 238                         | 114                         | 64                          | 39                          | 35                          | 63                          |

Напомена: У 1857. и 1869. подаци су садржани у насељу Вис, као и део података у 1921. До 1931. исказивано је као део насеља.

### Попис1991.
На попису становништва 1991. године, насељено место Мариње Земље је имало 39 становника, следећег националног састава:
| Попис 1991.‍ | Попис 1991.‍ | Попис 1991.‍ | Попис 1991.‍ | Попис 1991.‍ |
| ----------- | ----------- | ----------- | ----------- | ----------- |
|             |             |             |             |             |
| Хрвати      | Хрвати      |             | 38          | 97,43%      |
| непознато   | непознато   |             | 1           | 2,56%       |
| укупно: 39  |             |             |             |             |